# Dypsis decaryi

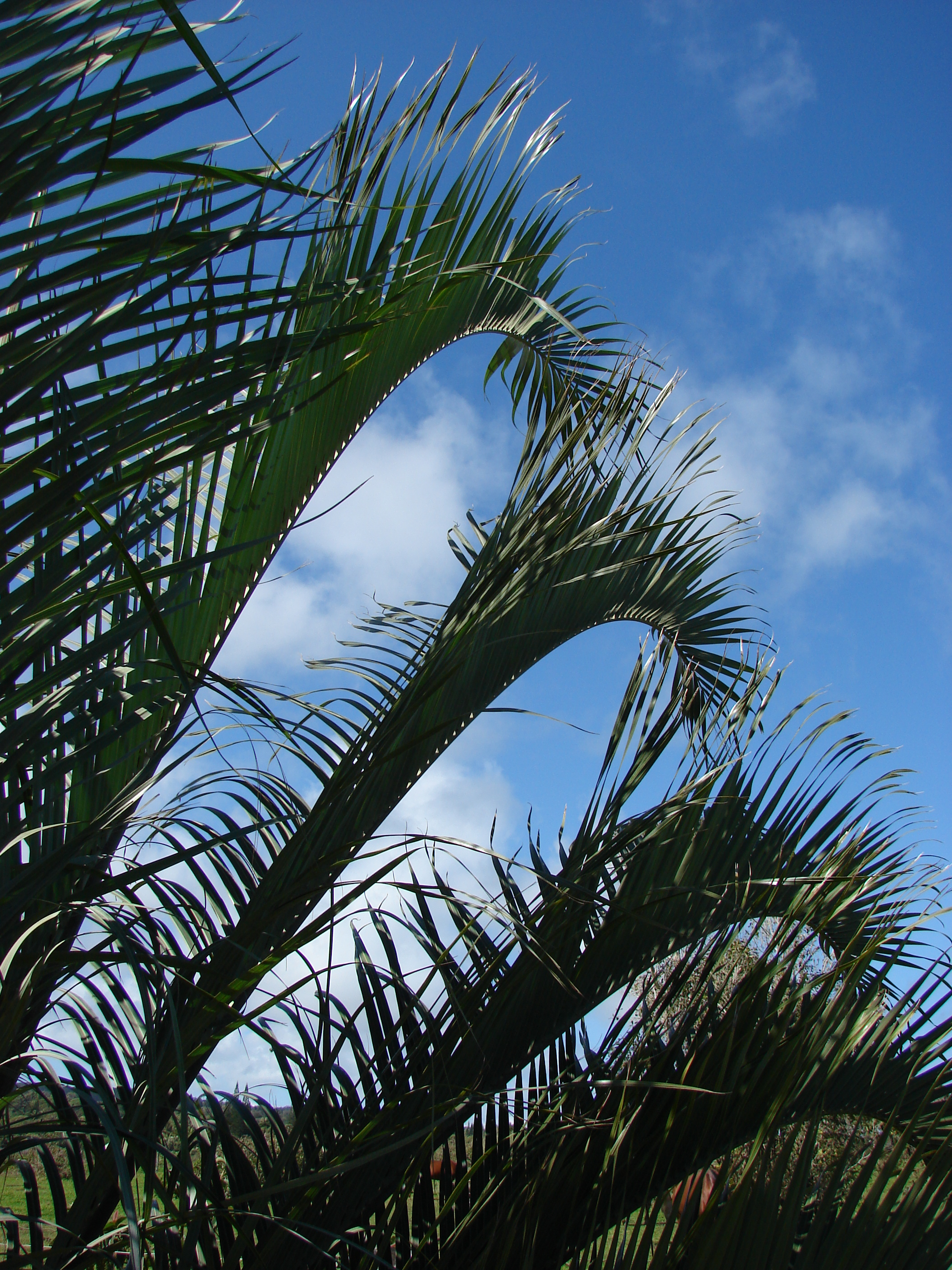
Liście

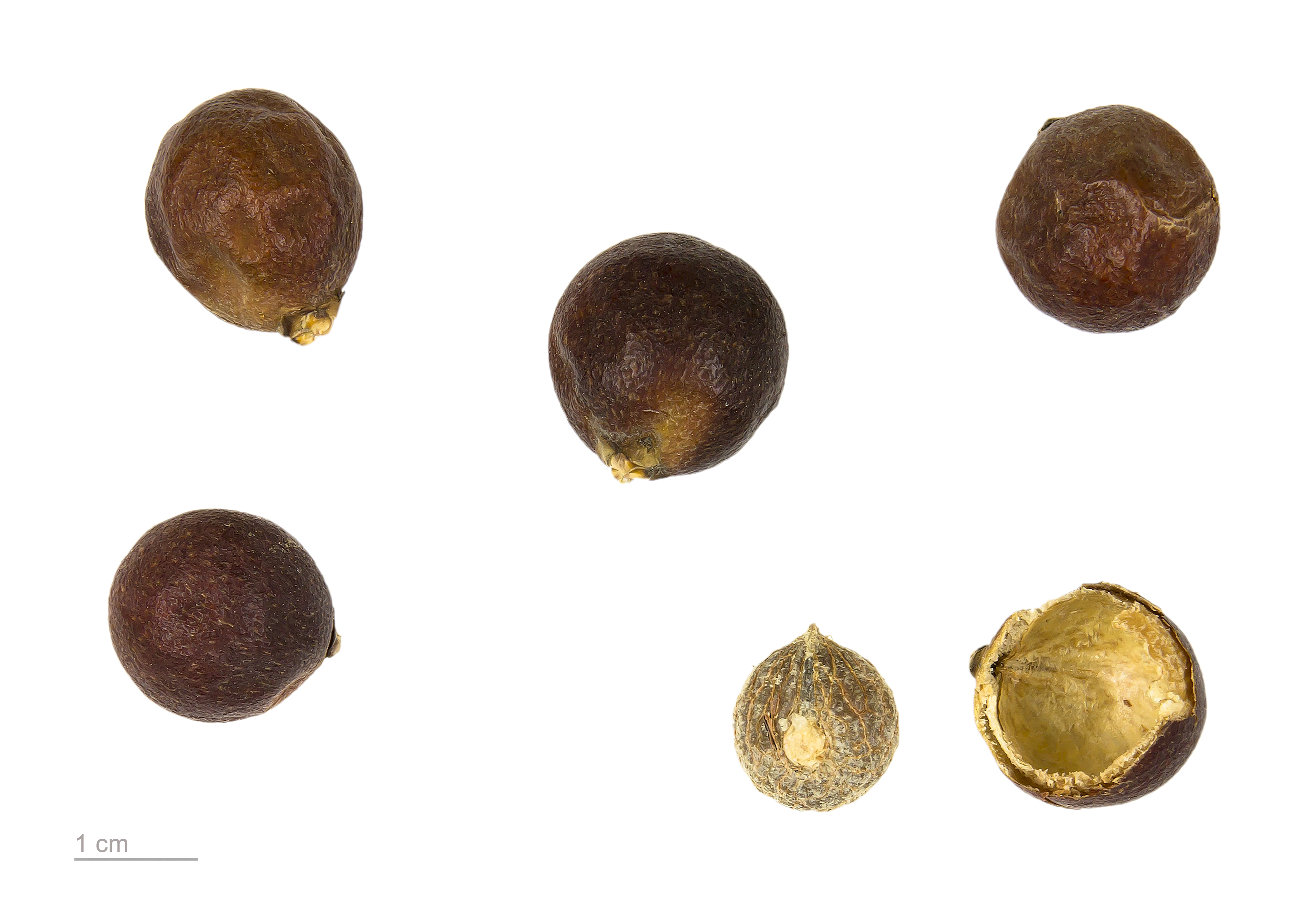
Owoce i nasiono

Dypsis decaryi – gatunek roślin z rodziny arekowatych. Występuje naturalnie w suchych lasach na terenie Madagaskaru. Jest gatunkiem zagrożonym wyginięciem ze względu na nadmierne pozyskiwanie jadalnych owoców.

## Morfologia
PokrójDrzewo o pokroju typowym dla palmy, dorastające do 6 m wysokości. Ma krótką kłodzinę, z wierzchu której wyrastają nachodzące na siebie rozszerzone ogonki liści (jest to wyjątek wśród palm). Kłodzina ma szarą barwę. Jest poprzecznie prążkowana.
LiścieLiście mają do 3,5 m długości i są pierzaste o niebieskawozielonej barwie. Z ich wierzchołków wyrastają długie włókna, które niekiedy sięgają aż do gruntu. Czasem na ogonkach liściowych występuje szary nalot.
KwiatyKwiaty są małe. Mają kremowobiałą barwę. Są zebrane we wiechy. Skupione są u podstawy liści.
OwoceOwoce są jadalne, niewielkie i mają jajowaty kształt. Mają zieloną lub żółtą barwę.

## Uprawa
Najlepiej rośnie w strefach tropikalnej i subtropikalnej.

## Zastosowanie
Jest uprawiane jako roślina ozdobna ze względu na okazałe liście. Z liści tego gatunku na Madagaskarze wykonuje się strzechę. Owoce są jadalne.